# Liste des albums de Buck Danny
Liste des albums de la série Buck Danny.

## La collection originale
1. Les Japs attaquent (Charlier/Hubinon)
2. Les Mystères de Midway (Charlier/Hubinon)
3. La Revanche des Fils du Ciel (Charlier/Hubinon)
4. Les Tigres volants (Charlier/Hubinon)
5. Dans les griffes du dragon noir (Charlier/Hubinon)
6. Attaque en Birmanie (Charlier/Hubinon)
7. Les Trafiquants de la mer rouge (Charlier/Hubinon)
8. Les Pirates du désert (Charlier/Hubinon)
9. Les Gangsters du pétrole (Charlier/Hubinon)
10. Pilote d'essai (Charlier/Hubinon)
11. Ciel de Corée (Charlier/Hubinon)
12. Avions sans pilotes (Charlier/Hubinon)
13. Un avion n'est pas rentré (Charlier/Hubinon)
14. Patrouille à l'aube (Charlier/Hubinon)
15. « NC-22654 » ne répond plus (Charlier/Hubinon)
16. Menace au Nord (Charlier/Hubinon)
17. Buck Danny contre Lady X (Charlier/Hubinon)
18. Alerte en Malaisie (Charlier/Hubinon)
19. Le Tigre de Malaisie (Charlier/Hubinon)
20. S.O.S. soucoupes volantes ! (Charlier/Hubinon)
21. Un prototype a disparu (Charlier/Hubinon)
22. Top secret (Charlier/Hubinon)
23. Mission vers la vallée perdue (Charlier/Hubinon)
24. Prototype FX-13 (Charlier/Hubinon)
25. Escadrille ZZ (Charlier/Hubinon)
26. Le Retour des Tigres volants (Charlier/Hubinon)
27. Les Tigres volants à la rescousse ! (Charlier/Hubinon)
28. Tigres volants contre pirates (Charlier/Hubinon)
29. Opération « Mercury » (Charlier/Hubinon)
30. Les Voleurs de satellites (Charlier/Hubinon)
31. X-15 (Charlier/Hubinon)
32. Alerte à Cap Kennedy (Charlier/Hubinon) 1965
33. Le Mystère des avions fantômes (Charlier/Hubinon) 1966
34. Alerte atomique (Charlier/Hubinon) 1967
35. L'Escadrille de la mort (Charlier/Hubinon) 1968
36. Les Anges bleus (Charlier/Hubinon) 1970
37. Le Pilote au masque de cuir (Charlier/Hubinon) 1971
38. La Vallée de la mort verte (Charlier/Hubinon) 1973
39. Requins en Mer de Chine (Charlier/Hubinon) 1977
40. Ghost Queen (Charlier/Hubinon) 1979
41. Mission Apocalypse (Charlier/Bergèse) 1983
42. Les Pilotes de l'enfer (Charlier/Bergèse) 1984
43. Le Feu du ciel (Charlier/Bergèse) 1986
44. Les « Agresseurs » (Charlier/Bergèse) 1988
45. Les Secrets de la mer Noire (De Douhet/Bergèse) 1994
46. L'Escadrille fantôme (Bergèse) 1996
47. Zone interdite (Bergèse) 1998
48. Tonnerre sur la cordillère (Bergèse) 1999
49. La Nuit du serpent (Bergèse) 2000
50. Sabotage au Texas (Bergèse) 2002
51. Mystère en Antarctique (Bergèse) 2005
52. Porté disparu (Bergèse) 2008
53. Cobra noir (Zumbiehl/Winis/Cerminaro) 2013
54. La Nuit du Spectre (Formosa/Zumbiehl) 2015
55. Defcon One (Formosa/Zumbiehl) 2016
56. Vostok ne répond plus (Formosa/Zumbiehl) 2018
57. Opération Vektor (Formosa/Zumbiehl) 2019
58. Le Pacte ! (Formosa/Zumbiehl) 2020
59. Programme Skyborg (Formosa/Zumbiehl) 2022
60. Air Force One (Formosa/Zumbiehl) 2023
61. Traque en haute altitude (Philippe/Zumbiehl) 2025

## La collection « Classic »
1. Sabre sur la Corée (Arroyo/Zumbielh) 2014
2. Duel sur Mig Alley (Arroyo/Zumbielh) 2014
3. Les Fantômes du soleil levant (Arroyo/Zumbielh/Marniquet) 2016
4. L'Île du Diable (Arroyo/Zumbielh/Marniquet) 2017
5. Opération rideau de fer (Arroyo/Zumbielh/Marniquet) 2018
6. Alerte rouge (Arroyo/Zumbielh/Marniquet) 2019

## Série « One shot »
1. Les oiseaux noirs tome 1 (Bergèse/Charlier/Buendia/Zumbielh) 2017
2. Les oiseaux noirs tome 2 (Le Bras/Buendia/Zumbielh) 2017

## Tout Buck Danny
1. La guerre du pacifique (1re partie)
- Les Japs attaquent
- Les Mystères de Midway
- La Revanche des fils du ciel
- Inédit : L'agonie du Bismark

2. La guerre du pacifique (2e partie)
- Les Tigres volants
- Dans les griffes du dragon noir
- Attaque en Birmanie

3. Les aviateurs démobilisés
- Les Trafiquants de la mer rouge
- Les Pirates du désert
- Les Gangsters du pétrole

4. La guerre de Corée
- Pilote d'essai
- Ciel de Corée
- Avions sans pilote
- Inédit : Trois récits de Risque-tout

5. Pilotes de porte-avions
- Un avion n'est pas rentré
- Patrouille à l'aube
- « NC-22654 » ne répond plus

6. De l'extrême-nord à l'extrême-orient
- Menace au Nord
- Buck Danny contre Lady X
- Alerte en Malaisie
- Le Tigre de Malaisie
- Inédit : Trois fantaisies humoristiques

7. Vols vers l'inconnu
- SOS soucoupes volantes
- Un prototype a disparu
- Top secret
- Mission vers la vallée perdue
- Inédit : Mission spéciale

8. Pilotes de prototypes
- Prototype FX-13
- Escadrille ZZ
- X-15
- Inédit : Une incroyable histoire

9. Le Retour des Tigres volants
- Le Retour des Tigres volants
- Les Tigres volants à la rescousse !
- Tigres volants contre pirates
- Inédit : Deux fantaisies humoristiques

10. Missions "top secret"
- Opération « Mercury »
- Les Voleurs de satellites
- Alerte à Cap Kennedy
- Le Mystère des avions fantômes
- Inédit : Pilote spatial

11. Missions à très haut risque
- Alerte atomique
- L'Escadrille de la mort
- Les Anges bleus
- Le Pilote au masque de cuir
- Inédit : Mission impossible

12. Mission aérienne anti-mafia
- La Vallée de la mort verte
- Requins en Mer de Chine
- Ghost queen
- Inédit : Quatre récits d'aviation

13. Alerte nucléaire
- Mission Apocalypse
- Les Pilotes de l'enfer
- Le Feu du ciel

14. Ennemis intérieurs
- Les Agresseurs
- Les Secrets de la mer Noire
- Inédit : Les oiseaux noirs (album inachevé à la suite de la mort de Charlier)
- Inédit : Dossier Bergèse dont Le premier combat du sergent Hardouin

15. Zones de combat
- L'Escadrille fantôme
- Zone interdite
- Tonnerre sur la Cordillère
- Inédit : La mascotte

16. Embrouilles en temps de paix
- La Nuit du serpent
- Sabotage au Texas
- Mystère en Antarctique
- Inédits : Deux récits inédits

## L'INTEGRALE
Collection commencée en novembre 2010.
Le découpage des épisodes diffère légèrement de celui de "TOUT BUCK DANNY" en mettant l'accent sur les dates de parution.

Maquette : (illusions) Philippe Ghielmetti
1 — 1946-1948
- Dossier d'introduction de Patrick Gaumer
- Inédit : L'agonie du Bismark (fac-similé de la publication de 1946)
- Les Japs attaquent
- Les Mystères de Midway

(…)
6 — 1956-1958
- Dossier d'introduction de Patrick Gaumer (mai 2012)
- Alerte en Malaisie
- Le Tigre de Malaisie
- SOS Soucoupes volantes
- Un prototype a disparu
- Inédit : Fantaisie humoristique : Les terrifiantes aventures de Buck Danny, vétéran de l'US Air Force.

7 — 1958-1960
- Dossier d'introduction de Patrick Gaumer (octobre 2012)
- Top secret
- Mission vers la vallée perdue
- Prototype FX-13
- Escadrille ZZ
- Inédit : Fantaisie humoristique : Duck Flappy — Prototype X-6432589.

(…)